# جيما جونز
جيما جونز (بالإنجليزية: Gemma Jones)‏ (و. 1942  م) هي ممثلة مسرحية، وممثلة أفلام بريطانية، ولدت في مرليبون.

## التعليم
تعلمت في الأكاديمية الملكية للفنون المسرحية، في تخصص تمثيل (حتى 1962).

## جوائز
حصلت على جوائز منها:
- Golden Nymph for Outstanding Actress in a Television Film ‏، عن عمل: Marvellous [الإنجليزية]‏ (2015).[5]

## وصلات خارجية
- جيما جونز على موقع IMDb (الإنجليزية)
- جيما جونز على موقع روتن توميتوز (الإنجليزية)
- جيما جونز على موقع ألو سيني (الفرنسية)
- جيما جونز على موقع ميوزك برينز (الإنجليزية)
- جيما جونز على موقع أول موفي (الإنجليزية)
- جيما جونز على موقع قاعدة بيانات الأفلام السويدية (السويدية)
- جيما جونز على موقع إن إن دي بي (الإنجليزية)
- جيما جونز على موقع ديسكوغز (الإنجليزية)
- جيما جونز على موقع قاعدة بيانات الفيلم (الإنجليزية)
- جيما جونز على موقع كينوبويسك (الروسية)